# Żeby Polska była Polską
Żeby Polska była Polską (Damit Polen Polen wird) ist ein im Jahre 1976 von dem Satiriker und Kabarettisten Jan Pietrzak geschriebenes polnisches Lied. Die Musik stammt vom Włodzimierz Korcz. 1980 wurde das Lied zur inoffiziellen Hymne der unabhängigen Gewerkschaft Solidarność und galt als Ausdruck des Kampfes gegen die kommunistische Herrschaft. Noch heute wird es gern in der Öffentlichkeit gesungen.
Das Lied beginnt mit einem Rückblick in die mythische Frühzeit Polens und erinnert an die legendären Gründerväter Piast, Krak und Lech. Dann erwähnt es einige Personen und Ereignisse aus der Teilungszeit, etwa den Bauern Michał Drzymała, der die Preußen mit seinem Wagen an der Nase herumführte, oder den romantischen Dichter Cyprian Kamil Norwid.
Nach einem Hinweis auf die polnischen Legionen endet das Lied mit einer Beschwörung des „Kampfes für Ehre und Vaterland“ sowie für die Einheit aller Polen „von Chicago bis Tobolsk“ im Glauben.